# Italia Fútbol Club
El Italia FC fue un equipo de fútbol que representaba la comunidad italiana en Caracas en 1930, 1931 y 1932. Jugó solamente el Campeonato de Primera División (amateur) de 1932.

## Historia
El "Italia futbol Club" fue el primer equipo venezolano que representaba a Italia como nación (el primero italiano -pero "regional"- creado por algunos italianos fue el "Venecia FC" en el inicio de 1930). Los italianos de Caracas lo fundaron a finales de 1930, pero tuvo vida muy corta desapareciendo después de haber participado en el Campeonato de 1932 y en Copas amistosas como la Copa Nuovo Giardino D’Italia y la Copa Alemania. 
El torneo "Copa Nuovo Giardino d'Italia" fue patrocinado por los “señores Gian Giácomo Capra y Angelo Rossi, activos y laboriosos comerciantes, bajo cuya vigilancia funcionaba el restaurante El Nuovo Giardino D’Italia, en las Galerías del Capitolio”, según se lee en "El Nuevo Diario". Ambos inmigrantes italianos encargaron la realización del trofeo “a la casa especialista en el ramo de trofeos de sports (deportes) S.A. Arrigo Finzi de Milán”. Jugaron la Copa en 1930 el Italia FC y el Deportivo Venezuela, entre otros (como el Alemania FC). 
El equipo participó también en la "Copa Alemania" en 1931 (junto con Unión SC, Centro Atlético, Deportivo Venezuela, Dos Caminos SC, Loyola SC y Alemania FC).
En 1932 el Italia FC participó en el Campeonato de Primera División (amateur), pero tuvo resultados desastrosos, perdiendo todos los partidos. El torneo empezó el 28 de febrero de 1932, siendo derrotado 4 - 1 el Italia FC por el Deportivo Venezuela.  Los últimos dos partidos no los jugó, y a consecuencia terminó de último en la clasificación final. En el campeonato el equipo tenía seis jugadores italianos: Bellini, Ravazzoli, Panella, Milani, Vanzina y Tallani.
Problemas económicos causaron el cierre definitivo del equipo en los meses finales de 1932.
Participantes en el Campeonato De Primera División de 1932, en escala (del primero al último) según puntaje clasificatorio final:
- Union SC (Campeón)
- Deportivo Venezuela (subcampeón)
- Dos Caminos SC
- Loyola SC
- Centro Atlético
- Alemania FC
- Nueva Esparta FC
- Italia FC